# Université Constantine 1
Die Université Frères Mentouri – Constantine 1, auch als Université de Aïn el Bey bekannt (arabisch جامعة الإخوة منتوري قسنطينة 1, DMG Ǧāmiʿat al-Iḫwa Mantūri Qusanṭīna 1), ist eine Universität in Constantine in Algerien.

## Geschichte
Die Hochschule wurde 1969 als Université Mentouri gegründet und nach einem Entwurf des brasilianischen Architekten Oscar Niemeyer errichtet. 1971 nahm sie den Betrieb auf. Den Raum der Esplanade Centrale gestaltete Niemeyer mit den Bauementen offenes Buch, Tintenglas und Schreibfeder, den unverzichtbaren Werkzeugen der Geistesarbeiter. Das den Campus überragende administrative Hauptgebäude ist ein Bauwerk mit 19 Stockwerken. Es überragt die Bauten der Natur- und Geisteswissenschaften. Neben dem Hauptcampus Zarzara in Aïn el Bey bestehen in Zouaghi und Mendjeli zwei weitere Standorte in der Stadt. Die Veterinärmedizin ist zudem im benachbarten Khroub angesiedelt. Mit der Université Constantine 2 – Abdelhamid Mehri ist in der Stadt eine weitere Universität präsent.
Zu Beginn der 2000er Jahre werden über 60.000 Studierende an folgenden Fakultäten unterrichtet:
- Fakultät für Naturwissenschaften und Technik
- Fakultät für Literatur und Sprachen
- Fakultät für Naturwissenschaften
- Fakultät für Rechtswissenschaften
- Fakultät für exakte Wissenschaften
- Fakultät für Geowissenschaften
- Institut für Ernährung, Lebensmittel und Agro-Lebensmitteltechnologie
- Institut für Veterinärwissenschaften

Der Hauptsitz ist in der 325 Ain El Bey Way, Constantine, 25017, Algeria.